# Histoire de comprendre
 (signalé en juillet 2025).
Si vous disposez d'ouvrages ou d'articles de référence ou si vous connaissez des sites web de qualité traitant du thème abordé ici, merci de compléter l'article en donnant les références utiles à sa vérifiabilité et en les liant à la section « Notes et références ».
- Archive Wikiwix
- Bing
- Cairn
- DuckDuckGo
- E. Universalis
- Gallica
- Google
- G. Books
- G. News
- G. Scholar
- Persée
- Qwant
- (zh) Baidu
- (ru) Yandex
- (wd) trouver des œuvres sur Wikidata

Histoire de comprendre est une émission courte (10 minutes environ), produite et diffusée par la chaîne française La Cinquième de 1997 à 2001, puis rediffusée sur Histoire TV. Présentée par Alexandre Adler, traitant de sujets historiques controversés du XXe siècle.

## Thèmes traités
- 01 : Staline a-t-il été assassiné ?
- 02 : Inde-Pakistan les dessous de la partition
- 03 : Le Japon voulait-il capituler avant la bombe ?
- 04 : Kennedy est-il mort pour le Vietnam ?
- 05 : Pourquoi la Chine a-t-elle occupé le Tibet ?
- 06 : La Suisse a-t-elle été neutre pendant la guerre ?
- 07 : Kolwezi, pourquoi la France a sauvé Mobutu ?
- 08 : Comment la Pologne s'est-elle émancipée ? 1989
- 09 : Le Watergate et le mystère de Gorge profonde
- 10 : Iran 1953, qui a fait tomber Mossadegh ?
- 11 : Berlin 1961, pourquoi le mur ?
- 12 : 6 février 1934, le fascisme pouvait-il gagner ?
- 13 :  Mustafa Kemal - Atatürk, le père de la Turquie laïque
- 14 : Les choix de Churchill 1940
- 15 : Lin Biao a-t-il voulu renverser Mao ?
- 16 : Alger 1943, De Gaulle face à Giraud
- 17 : Allemagne 1953, la Réunification manquée
- 18 : Le Maccartysme, la démocratie américaine à l'épreuve
- 19 : Jean-Paul II, pourquoi l'attentat ? 1981
- 20 : Que voulaient les PC français et italien ?
- 21 : 1945, pourquoi Yalta ?
- 22 : Le coup de Prague, 25 février 1948
- 23 : Staline et Hitler s'allient, 1939
- 24 : Rome 1943, la chute de Mussolini
- 25 : Naissance de l'État d'Israël 1948
- 26 : Gagarine ou comment l'URSS a gagné la course à l'espace ?
- 27 : La longue marche de Martin Luther King
- 28 : La fin de la guerre froide en Asie 1972
- 29 : Nasser et l'Égypte moderne
- 30 : Le général Schleicher pouvait-il arrêter Hitler ? 1932
- 31  : Les jeunesses de 1968
- 32 : Pourquoi la guerre du Koweït ? 1991
- 33 : Les dessous de la Révolution roumaine,décembre 1989
- 34 : Reykjavik 1986, la fin de la guerre froide
- 35 : Pourquoi la crise de Cuba ? 1962
- 36 : Portugal 1974, la Révolution des Œillets
- 37 : Le mystère Andropov, 1982-1984
- 38 : Mendès France pouvait-il sauver la IVe République ?
- 39 : L'énigme Hirohito
- 40 : Sadate en Israël 1977
- 41 : Les Cinq de Cambridge
- 42 : La chute de Gorbatchev 1991
- 43 : Brejnev Ubu
- 44 : L'apogée de Roosevelt 1936
- 45 : Octobre 1929, Panique à Wall Street
- 46 : 1940, Pétain prend le pouvoir
- 47 : 1938, Chamberlain et Munich
- 48 : 1956, La déstalinisation manquée
- 49 : Aldo Moro, les véritables assassins
- 50 : 1927, fin des oppositions à Staline
- 51 : 1979, pourquoi Kaboul?
- 52 :1947, pourquoi la guerre est-elle restée froide ?
- 53 : 1968, pourquoi le printemps de Prague ?
- 54 : Espagne 1975, La Movida
- 55 : Tito 1948, pourquoi le divorce?
- 56 : 1967, pourquoi la guerre des Six Jours ?
- 57 : Deng Xiaoping, la véritable révolution chinoise
- 58 : Willy Brandt et l'Ostpolitik
- 59 : 1950, pourquoi la guerre de Corée ?
- 60 : Che Guevarra, le mythe
- 61 : La surprise Jean XXIII
- 62 : 1973, Le premier choc pétrolier
- 63 : 1939, la prise de pouvoir par Franco
- 64 : 1958, opération résurrection (le retour de De Gaulle)
- 65 : 1979, Khomeini et la Révolution islamiste
- 66 : 1945, Attlee et le travaillisme anglais
- 67 : 1934, la nuit des Longs Couteaux
- 68 : Lumumba et la révolution congolaise
- 69 : Gandhi et Nehru
- 70 : Le cas MacArtur
- 71 : L'attaque de Pearl Harbor
- 72 : L'Afrique du Nord en marche
- 73 : La longue marche de Mao
- 74 : La Shoah et l'opération Barberousse
- 75 : 1945, La naissance de la bombe atomique
- 76 : 1965, le coup d'État en Indonésie
- 77 : Thatcher et Reagan, la victoire des libéraux
- 78 : Tien An Men 1989
- 79 : Ho Chi Minh
- 80 : Markus Wolf et les dessous de la chute du mur